# عملية إيبولارد 1
كانت عملية إيبولارد 1 (عملية أوركا 1) عملية عسكرية قام بها الفيلق الأجنبي الفرنسي لإنزال الجنود في بيروت في لبنان في 21 أغسطس عام 1982 أثناء الحرب الأهلية اللبنانية.
وقد كانوا جزءًا من القوة المتعددة الجنسيات في لبنان، وتضمنت هذه القوة إيطاليا والولايات المتحدة، التي تهدف إلى التدخل في الصراع الدائر الآخذ في الاتساع في لبنان وحماية المدنيين والممتلكات الفرنسية.

## كتابات أخرى
- Eric Lefèvre (1982). Opération Epaulard 1, Beyrouth, 21 août-13 septembre 1982. Charles-Lavauzelle. ISBN:978-2-7025-0020-0. مؤرشف من الأصل في 2014-01-03. (بالفرنسية)